# Jules Renkin
Jules Renkin (3 de dezembro de 1862 — 15 de julho de 1934) foi um político da Bélgica. Ocupou o lugar de primeiro-ministro da Bélgica (ou Ministro-Presidente) de 6 de junho de 1931 a 22 de outubro de 1932.